# Francis B. Brewer
Francis Beattie Brewer, född 8 oktober 1820 i Keene i New Hampshire, död 29 juli 1892 i Westfield i delstaten New York, var en amerikansk politiker (republikan). Han var ledamot av USA:s representanthus 1883–1885.
Brewer efterträdde 1883 Henry Van Aernam som kongressledamot och efterträddes 1885 av John B. Weber.
Brewer är begravd på Allegheny Cemetery i Pittsburgh.